# Ernesto Colli (sacerdote)
Don Ernesto Colli (Gravellona Lomellina, 1º aprile 1899 – Galliate, 29 settembre 1989) è stato un presbitero e storico italiano.

## Biografia
Figlio di Battista e Maria Anna Cusaro, aveva tre fratelli maggiori: Giuseppe, Luisa e Carolina. Era inoltre cugino del compaesano Lino Cassani, con cui collaborò per la stesura di diverse opere.
Fu chiamato alle armi nel 1917 e congedato nel 1920. Questo fece di lui un ragazzo del '99, della cui associazione fu in seguito membro.
Nel 1920 perse il padre, di 56 anni, per i postumi dell'influenza spagnola.
Fu ordinato sacerdote il 6 luglio 1924 e celebrò la sua prima messa a Gravellona Lomellina la domenica successiva. In seguito divenne vicario parrocchiale a Vespolate (1925-1928) e parroco a Mergozzo (1929-1941) e a Nibbiola (1942-1989).
Nel 1952 perse la madre, di 80 anni.
Fu membro della Società Storica Novarese, sulla cui rivista pubblicò un articolo sul castello di Vespolate nel 1982.
Morì il 29 settembre 1989 a Galliate e fu sepolto a Nibbiola.

## Riconoscimenti
Il comune di Nibbiola gli intitolò la scuola dell'infanzia il 22 agosto 2011. Sempre a Nibbiola, una via porta il suo nome.
Gli furono dedicati vari articoli, tra cui uno sulla rivista dell'Associazione Nazionale "I Ragazzi del '99" nel 1973 e uno sulla rivista della Società Storica Novarese nel 2002.

## Opere
Ernesto Colli ha pubblicato numerosi volumi sulla storia dei paesi della Bassa Novarese e della Lomellina, con uno stile estremamente semplice e lineare.
Le sue opere spaziano dalla storia locale ai costumi e al folklore. Per comporle ha visitato ogni paese, consultato gli archivi parrocchiali e comunali e intervistato gli abitanti stessi, nell'arco di oltre quarant'anni. In questo modo sono stati riportati alla conoscenza comune i personaggi importanti, le origini dei luoghi, le vicende dei casati nobiliari, le opere d'arte dimenticate nelle chiese e nelle cappellette di campagna.
A riprova della rilevanza di queste opere, diverse scuole elementari le hanno adottate come libri di testo.

### Monografie sui paesi
- Mergozzo nella sua storia, Tip. Cattaneo, Novara, 1933
- Mergozzo nella sua storia - Opuscolo secondo, Arti Grafiche Airoldi, Intra, 1935
- Memorie storiche di Garbagna Novarese, con Lino Cassani, Tip. Pietro Riva e C., Novara, 1948
- Nibbiola nella sua storia, Tip. San Gaudenzio, Novara, 1952
- Vespolate nella sua storia, con Lino Cassani, Tip. Provera, Novara, 1956
- Gravellona Lomellina nella sua storia, Tip. San Gaudenzio, Novara, 1960
- Barbavara di Gravellona Lomellina, Tip. La Moderna, Novara, 1964
- Tornaco e Vignarello nella loro storia, Tip. F.lli Paltrinieri, Novara, 1967
- Villanova di Cassolo nel quarto centenario della nascita di S. Luigi Gonzaga - 1568-1968, Tip. F.lli Paltrinieri, Novara, 1968
- Dott. Comm. Mons. Carlo Fusi e Terdobbiate, Tip. San Gaudenzio, Novara, 1970
- Olengo di Novara nella sua storia, con Gino Giarda, Tip. San Gaudenzio, Novara, 1973
- Vespolate nella sua storia - Secondo volume, con Guido Longhi, Tip. San Gaudenzio, Novara, 1988

### Altre opere
- Primo decennio dell'Asilo (1962-1972) - Tradizioni di S. Caterina V. e M., Tip. San Gaudenzio, Novara, 1972
- Garbagna, Nibbiola, Vespolate, Borgolavezzaro - Spunti di storia per le scuole medie - Le mie memorie, Tip. San Gaudenzio, Novara, 1978
- Nobis in ARCA navigare oportuit, con Eugenio Manni, Novara, 1981
- Il Castello-Rocca di Vespolate, Tip. La Cupola, Novara, 1982 (estratto dall'articolo del Bollettino Storico per la Provincia di Novara dello stesso anno)
- Vespolate Mergozzo Nibbiola, Tip. San Gaudenzio, Novara, 1985
- Cronistoria della parrocchia B. V. Assunta in S. Caterina V. M., manoscritto 1942-1989